# Warren M. Anderson
Warren Mattice Anderson (* 16. Oktober 1915 in Bainbridge, Chenango County, New York; † 1. Juni 2007 in Johnson City, Broome County, New York) war ein US-amerikanischer Soldat, Rechtsanwalt und Politiker (Republikanische Partei). Er war Presbyterianer sowie Mitglied von Alpha Tau Omega, der Amerikanischen Legion und den Sons of the American Revolution.

## Werdegang
Warren Mattice Anderson diente während des Zweiten Weltkrieges in der US-Army.
Er war zwischen 1953 und 1988 Mitglied im Senat von New York. Dort vertrat er von 1953 bis 1954 den 45. Bezirk, von 1955 bis 1965 den 47. Bezirk, 1966 den 55. Bezirk, von 1967 bis 1982 den 47. Bezirk und zuletzt von 1983 bis 1988 den 51. Bezirk. Anderson hatte zwischen 1966 und 1972 den Vorsitz über das Senate Finance Committee. Er nahm in den Jahren 1972, 1976 und 1980 als Delegierter an den Republican National Conventions teil. Nach dem Rücktritt von Earl Brydges von seinem Posten als Majority Leader folgte er ihm ins Amt. Er arbeitete 1975 mit Gouverneur Hugh Carey und dem Speaker der Assembly Stanley Steingut an einem Programmpaket zusammen, um New York City vor einem Bankrott zu retten.
In seiner Funktion als Temporary President im Senat von New York hatte Anderson zweimal die Stellung als kommissarischen Vizegouverneur inne. Anderson bekleidete den Posten das erste Mal von 1973 bis Dezember 1974 und das zweite Mal von Februar 1985 bis Dezember 1986. Beim ersten Mal trat Gouverneur Nelson Rockefeller von seinem Amt zurück, so dass ihm der Vizegouverneur Malcolm Wilson ins Amt folgte. Beim zweiten Mal trat Vizegouverneur Alfred DelBello von seinem Posten zurück.
Ferner kandidierte Anderson 1978 um die republikanische Nominierung für das Amt des Gouverneurs von New York, wurde allerdings von Perry Duryea geschlagen.
Anderson trat 1988 wieder der Anwaltskanzlei von Hinman, Howard & Kattell, LLP in Binghamton (New York) bei. Im Mai 2006 verkündete er seine Unterstützung von John Faso, dem früheren Minority Leader der Assembly, bei der republikanischen Nominierung für das Amt des Gouverneurs von New York.
Anderson verstarb 2007 im Wilson Memorial Regional Medical Center in Johnson City (New York).

## Ehrungen
Die Interstate 88, welche von Southern Tier zu Kreisstadt verläuft, wurde nach ihm benannt.

## Familie
Warren Mattice Anderson war der Sohn von Edna (Mattice) Anderson und Floyd E. Anderson. Er heiratete am 28. Juni 1941 Eleanor C. Sanford († 1996).